# Біле Блота (гміна)
Гміна Біле Блота (пол. Gmina Białe Błota) — сільська гміна у північній Польщі. Належить до Бидґозького повіту Куявсько-Поморського воєводства.
Станом на 31 грудня 2011 у гміні проживало 18081 особа.

## Площа
Згідно з даними за 2007 рік площа гміни становила 121.90 км², у тому числі:
- орні землі: 34.00%
- ліси: 54.00%

Таким чином, площа гміни становить 8.74% площі повіту.

## Населення
Станом на 31 грудня 2011:
| Опис     | Загалом | Загалом | Чоловіки | Чоловіки | Жінки | Жінки |
| -------- | ------- | ------- | -------- | -------- | ----- | ----- |
| одиниця  | осіб    | %       | осіб     | %        | осіб  | %     |
| все      | 18081   | 100     | 8958     | 49.54    | 9123  | 50.46 |
| міське   | 0       | 100     | 0        |          | 0     |       |
| сільське | 18081   | 100     | 8958     | 49.54    | 9123  | 50.46 |

## Сусідні гміни
Гміна Біле Блота межує з такими гмінами: Лабішин, Накло-над-Нотецем, Нова-Весь-Велька, Сіценко, Шубін.